# فاری
فاری (اسپانیایی: El Fary‎؛ ۲۰ اوت ۱۹۳۷ – ۱۹ ژوئن ۲۰۰۷) خواننده و بازیگر اهل اسپانیا بود. پزشکان ابتلای او به سرطان ریه را در ۱۳ آوریل ۲۰۰۷ تشخیص دادند و او ۶۷ روز بعد، در ۱۹ ژوئن ۲۰۰۷ بر اثر این بیماری درگذشت.
از فیلم‌ها یا مجموعه‌های تلویزیونی که وی در آن‌ها نقش داشته است می‌توان به تورنته، مأمور خرفت قانون (۱۹۹۸) اشاره نمود.